# Vospominanija o Pavlovske
Vospominanija o Pavlovske (russisk: Воспоминания о Павловске) er en sovjetisk dokumentarfilm fra 1984 af Irina Kalinina.